# Fussballclub Zürich 2020-2021
Questa voce raccoglie le informazioni riguardanti il Fussballclub Zürich nelle competizioni ufficiali della stagione 2020-2021.

## Stagione
Nella stagione 2020-2021 il Zurigo, allenato da Ludovic Magnin e Massimo Rizzo, concluse il campionato di Super League all'8º posto. In Coppa Svizzera il Zurigo fu eliminato al secondo turno dal Chiasso.

## Rosa
| N. |                           | Ruolo | Calciatore         |
| -- | ------------------------- | ----- | ------------------ |
| 1  | Svizzera (bandiera)       | P     | Živko Kostadinović |
| 2  | Svizzera (bandiera)       | D     | Lindrit Kamberi    |
| 4  | Svizzera (bandiera)       | D     | Bećir Omeragić     |
| 5  | Germania (bandiera)       | D     | Lasse Sobiech      |
| 6  | Kosovo (bandiera)         | D     | Fidan Aliti        |
| 7  | Svizzera (bandiera)       | C     | Adrian Winter      |
| 8  | Svizzera (bandiera)       | C     | Vasilije Janjičić  |
| 9  | Gambia (bandiera)         | A     | Assan Ceesay       |
| 10 | Svizzera (bandiera)       | C     | Antonio Marchesano |
| 14 | Kosovo (bandiera)         | C     | Toni Domgjoni      |
| 15 | Benin (bandiera)          | A     | Aiyegun Tosin      |
| 18 | Slovenia (bandiera)       | A     | Blaž Kramer        |
| 19 | Svizzera (bandiera)       | D     | Tobias Schättin    |
| 20 | Costa d'Avorio (bandiera) | C     | Ousmane Doumbia    |
| 21 | Svizzera (bandiera)       | C     | Blerim Džemaili    |

| N. |                     | Ruolo | Calciatore         |
| -- | ------------------- | ----- | ------------------ |
| 22 | Italia (bandiera)   | A     | Wilfried Gnonto    |
| 23 | Svizzera (bandiera) | D     | Fabian Rohner      |
| 25 | Svizzera (bandiera) | P     | Yanick Brecher     |
| 26 | Tunisia (bandiera)  | C     | Salim Khelifi      |
| 27 | Svizzera (bandiera) | C     | Marco Schönbächler |
| 33 | Svizzera (bandiera) | C     | Stephan Seiler     |
| 36 | Svizzera (bandiera) | D     | Filip Frei         |
| 36 | Svizzera (bandiera) | D     | Lenny Janko        |
| 38 | Svizzera (bandiera) | P     | Novem Baumann      |
| 42 | Svizzera (bandiera) | D     | Silvan Wallner     |
| 43 | Svizzera (bandiera) | A     | Henri Koide        |
| 48 | Svizzera (bandiera) | C     | Nils Reichmuth     |
| 70 | Kosovo (bandiera)   | C     | Benjamin Kololli   |
| 71 | Kosovo (bandiera)   | C     | Hekuran Kryeziu    |
| 99 | Svizzera (bandiera) | C     | Luka Frei          |

## Organigramma societario
Area tecnica
- Allenatore: Massimo Rizzo
- Allenatore in seconda: Alfons Higl, Joël Magnin
- Preparatore dei portieri: Davide Taini
- Preparatori atletici: Christian Kolodziej, Michael Sulzmann, Christian Kolodziej

## Calciomercato

### Sessione estiva
| Acquisti | Acquisti             | Acquisti        | Acquisti |
| R.       | Nome                 | da              | Modalità |
| -------- | -------------------- | --------------- | -------- |
| C        | Ousmane Doumbia      | Winterthur      |          |
| D        | Fidan Aliti          | Kalmar          |          |
| D        | Lasse Sobiech        | Colonia         |          |
| D        | Tobias Schättin      | Winterthur      |          |
| C        | Maren Haile-Selassie | Neuchâtel Xamax |          |
| C        | Izer Aliu            | Chiasso         |          |
| D        | Lindrit Kamberi      | Wil             |          |
| P        | Živko Kostadinović   | Wil             |          |
| D        | Fabian Rohner        | Wil             |          |
| P        | Thomas Candeloro     | Zurigo II       |          |
| A        | Assan Ceesay         | Osnabrück       |          |
| A        | Junior Eyamba        | Zurigo II       |          |
| A        | Wilfried Gnonto      | Inter U19       |          |
| A        | Marvin Graf          | Zurigo II       |          |
| C        | Salim Khelifi        | Holstein Kiel   |          |
| C        | Nils Reichmuth       | Zurigo U18      |          |
| D        | Enit Sadiku          | Zurigo II       |          |
| C        | Sangoné Sarr         | Zurigo II       |          |
| D        | Silvan Wallner       | Zurigo U18      |          |

| Cessioni | Cessioni             | Cessioni        | Cessioni |
| R.       | Nome                 | a               | Modalità |
| -------- | -------------------- | --------------- | -------- |
| C        | Simon Sohm           | Parma           |          |
| C        | Lavdim Zumberi       | Wil             |          |
| D        | Michael Kempter      | Neuchâtel Xamax |          |
| C        | Maren Haile-Selassie | Wil             |          |
| C        | Izer Aliu            | Kriens          |          |
| D        | Lindrit Kamberi      | Winterthur      |          |
| D        | Kevin Rüegg          | Verona          |          |
| D        | Ilan Sauter          | Wil             |          |
| A        | Mimoun Mahi          | Utrecht         |          |
| A        | Matteo di Giusto     | Vaduz           |          |
| A        | Marvin Graf          | Kosova Zurigo   |          |
| C        | Sangoné Sarr         | Sciaffusa       |          |
| D        | Levan Kharabadze     | Dinamo Tbilisi  |          |
| D        | Mads Pedersen        | Augusta         |          |

### Sessione invernale
| Acquisti | Acquisti    | Acquisti | Acquisti |
| R.       | Nome        | da       | Modalità |
| -------- | ----------- | -------- | -------- |
| A        | Henri Koide | Wil      |          |

| Cessioni | Cessioni        | Cessioni        | Cessioni |
| R.       | Nome            | a               | Modalità |
| -------- | --------------- | --------------- | -------- |
| D        | Mirlind Kryeziu | Kriens          |          |
| D        | Willie Britto   | Pohronie        |          |
| D        | Umaru Bangura   | Neuchâtel Xamax |          |
| A        | Henri Koide     | Wil             |          |

## Risultati

### Super League

#### Prima fase, girone di andata
| Arbitro: | Schnyder |

|                            |           |            |
| Mambimbi 24’ Fassnacht 69’ | Marcatori | 5’ Kololli |

| Arbitro: | Horisberger |

|                            |           |                        |
| Sobiech 38’ Marchesano 76’ | Marcatori | 9’ Gerndt 90’ Guidotti |

| Arbitro: | Cibelli |

|                                                       |           |  |
| Turkeš 12’ Puertas 41’ Boranijašević 76’ Guessand 88’ | Marcatori |  |

| Arbitro: | Bieri |

|                |           |  |
| Marchesano 46’ | Marcatori |  |

| Arbitro: | Piccolo |

|             |           |                                            |
| Schmied 74’ | Marcatori | 6’ Sobiech 41’ Tosin 68’ Ceesay 78’ Gnonto |

| Arbitro: | Schärer |

|                    |           |              |
| Kyei 69’ Valls 90’ | Marcatori | 75’ Domgjoni |

| Arbitro: | Fähndrich |

|                                          |           |  |
| Kololli 23’ (rig.) Marchesano 45’ (rig.) | Marcatori |  |

| Arbitro: | Schärer |

|                      |           |                              |
| Karlen 48’ Khasa 79’ | Marcatori | 47’ Schönbächler 55’ Kololli |

| Arbitro: | Dudic |

|           |           |               |
| Tosin 28’ | Marcatori | 9’, 37’ Youan |

#### Prima fase, girone di ritorno
| Arbitro: | San |

|                                               |           |  |
| Domgjoni 17’ Tosin 28’ Kololli 90’ Ceesay 90’ | Marcatori |  |

| Arbitro: | Schärer |

|  |           |            |
|  | Marcatori | 58’ Kramer |

| Lucerna 16 dicembre 2020, ore 18:15 CET 12ª giornata | Lucerna | 0 – 0 referto | Zurigo | swissporarena (0 spett.)\| Arbitro: \| Tschudi \| |
| Arbitro:                                             | Tschudi |               |        |                                                   |

| Arbitro: | Fähndrich |

|  |           |            |
|  | Marcatori | 85’ Cognat |

| Zurigo 23 dicembre 2020, ore 20:30 CET 14ª giornata | Zurigo  | 0 – 0 referto | Sion | Stadio Letzigrund (0 spett.)\| Arbitro: \| Schärer \| |
| Arbitro:                                            | Schärer |               |      |                                                       |

| Arbitro: | Schärer |

|            |           |                                                                     |
| Cabral 75’ | Marcatori | 67’ (aut.) Cömert 73’ Sobiech 80’ (aut.) Frei 90’ (rig.) Marchesano |

| Arbitro: | Jaccottet |

|  |           |            |
|  | Marcatori | 61’ Schmid |

| Arbitro: | Fähndrich |

|                       |           |                                        |
| Duah 2’ Stillhart 10’ | Marcatori | 16’ (rig.), 38’ Marchesano 45’ Khelifi |

| Arbitro: | Bieri |

|              |           |                                     |
| Domgjoni 76’ | Marcatori | 26’ Lauper 43’, 45’, 63’ Siebatcheu |

#### Seconda fase, girone di andata
| Arbitro: | Fähndrich |

|                                         |           |                          |
| Gajić 54’ (rig.) Schmied 64’ Giusto 78’ | Marcatori | 43’ Marchesano 83’ Aliti |

| Arbitro: | Fähndrich |

|                                  |           |  |
| Marchesano 26’ (rig.) Kramer 90’ | Marcatori |  |

| Arbitro: | Fähndrich |

|            |           |              |
| Kramer 39’ | Marcatori | 12’ Clemenza |

| Arbitro: | Piccolo |

|                                      |           |            |
| Stevanović 26’, 62’ Valls 67’ (rig.) | Marcatori | 12’ Rohner |

| Arbitro: | Bieri |

|                |           |                     |
| Marchesano 78’ | Marcatori | 4’ Sorgić 6’ Schaub |

| Arbitro: | Jaccottet |

|  |           |                  |
|  | Marcatori | 18’ Schönbächler |

| Arbitro: | Piccolo |

|            |           |              |
| Kramer 12’ | Marcatori | 66’ Guessand |

| Arbitro: | Tschudi |

|                                                   |           |  |
| Maceiras 33’ Mambimbi 62’ Siebatcheu 87’ Elia 90’ | Marcatori |  |

| Arbitro: | Dudic |

|          |           |                    |
| Duah 76’ | Marcatori | 45’ (rig.) Kololli |

#### Seconda fase, girone di ritorno
| Arbitro: | Piccolo |

|                  |           |                      |
| Schönbächler 85’ | Marcatori | 46’ Schalk 69’ Imeri |

| Arbitro: | Fähndrich |

|                     |           |                      |
| Hoarau 41’ Araz 52’ | Marcatori | 14’ Tosin 85’ Rohner |

| Arbitro: | Jaccottet |

|            |           |                                |
| Kramer 29’ | Marcatori | 8’ (aut.) Kryeziu 23’ Mambimbi |

| Arbitro: | Bieri |

|                                             |           |          |
| N'Diaye 18’ Omeragić 76’ (aut.) Schürpf 90’ | Marcatori | 3’ Tosin |

| Arbitro: | Horisberger |

|                                              |           |  |
| Marchesano 37’ (rig.), 54’ (rig.) Kramer 58’ | Marcatori |  |

| Arbitro: | Schärer |

|                                     |           |                                |
| Kukuruzović 52’ (rig.) Guessand 75’ | Marcatori | 11’ (aut.) Jenz 14’ Marchesano |

| Arbitro: | Fähndrich |

|                      |           |                       |
| Tosin 24’ Rohner 45’ | Marcatori | 69’ Görtler 85’ Adamu |

| Arbitro: | Bieri |

|                                           |           |  |
| Petretta 21’, 77’ Zhegrova 30’ Kasami 63’ | Marcatori |  |

| Arbitro: | Schärer |

|                                                 |           |           |
| Marchesano 8’ Seiler 35’ Kololli 70’ Gnonto 74’ | Marcatori | 2’ Giusto |

### Coppa Svizzera
| Arbitro: | San |

|                                     |           |                 |
| Bahloul 17’, 88’ (rig.) Sifneos 35’ | Marcatori | 40’, 76’ Ceesay |

## Statistiche

### Statistiche di squadra
| Competizione   | Punti | In casa | In casa | In casa | In casa | In casa | In casa | In trasferta | In trasferta | In trasferta | In trasferta | In trasferta | In trasferta | Totale | Totale | Totale | Totale | Totale | Totale | DR |
| Competizione   | Punti | G       | V       | N       | P       | Gf      | Gs      | G            | V            | N            | P            | Gf           | Gs           | G      | V      | N      | P      | Gf     | Gs     | DR |
| -------------- | ----- | ------- | ------- | ------- | ------- | ------- | ------- | ------------ | ------------ | ------------ | ------------ | ------------ | ------------ | ------ | ------ | ------ | ------ | ------ | ------ | -- |
| Super League   | 43    | 18      | 6       | 5       | 7       | 27      | 21      | 18           | 5            | 5            | 8            | 26           | 36           | 36     | 11     | 10     | 15     | 53     | 57     | -4 |
| Coppa Svizzera | -     | 0       | 0       | 0       | 0       | 0       | 0       | 1            | 0            | 0            | 1            | 2            | 3            | 1      | 0      | 0      | 1      | 2      | 3      | -1 |
| Totale         | 43    | 18      | 6       | 5       | 7       | 27      | 21      | 19           | 5            | 5            | 9            | 28           | 39           | 37     | 11     | 10     | 16     | 55     | 60     | -5 |

### Andamento in campionato
| Giornata  | 1 | 2 | 3  | 4 | 5 | 6 | 7 | 8 | 9 | 10 | 11 | 12 | 13 | 14 | 15 | 16 | 17 | 18 | 19 | 20 | 21 | 22 | 23 | 24 | 25 | 26 | 27 | 28 | 29 | 30 | 31 | 32 | 33 | 34 | 35 | 36 |
| --------- | - | - | -- | - | - | - | - | - | - | -- | -- | -- | -- | -- | -- | -- | -- | -- | -- | -- | -- | -- | -- | -- | -- | -- | -- | -- | -- | -- | -- | -- | -- | -- | -- | -- |
| Luogo     | T | C | T  | C | T | T | C | T | C | C  | T  | T  | C  | C  | T  | C  | T  | C  | T  | C  | C  | T  | C  | T  | C  | T  | T  | C  | T  | C  | T  | C  | T  | C  | T  | C  |
| Risultato | P | N | P  | V | V | P | V | N | P | V  | V  | N  | P  | N  | V  | P  | V  | P  | P  | V  | N  | P  | P  | V  | N  | P  | N  | P  | N  | P  | P  | V  | N  | N  | P  | V  |
| Posizione | 7 | 6 | 10 | 7 | 6 | 6 | 6 | 6 | 6 | 5  | 4  | 4  | 5  | 5  | 4  | 4  | 4  | 4  | 5  | 3  | 3  | 4  | 7  | 4  | 4  | 6  | 6  | 6  | 6  | 7  | 8  | 7  | 7  | 7  | 8  | 8  |

Legenda:

Luogo: C = Casa; T = Trasferta. Risultato: V = Vittoria; N = Pareggio; P = Sconfitta.

### Statistiche dei giocatori
| Giocatore       | Super League | Super League | Super League | Super League | Coppa Svizzera | Coppa Svizzera | Coppa Svizzera | Coppa Svizzera | Totale   | Totale | Totale      | Totale     |
| Giocatore       | Presenze     | Reti         | Ammonizioni  | Espulsioni   | Presenze       | Reti           | Ammonizioni    | Espulsioni     | Presenze | Reti   | Ammonizioni | Espulsioni |
| --------------- | ------------ | ------------ | ------------ | ------------ | -------------- | -------------- | -------------- | -------------- | -------- | ------ | ----------- | ---------- |
| F. Aliti        | 32           | 1            | 4            | 0            | 0              | 0              | 0              | 0              | 32       | 1      | 4           | 0          |
| U. Bangura      | 0            | 0            | 0            | 0            | 1              | 0              | 0              | 0              | 1        | 0      | 0           | 0          |
| N. Baumann      | 0            | 0            | 0            | 0            | 0              | 0              | 0              | 0              | 0        | 0      | 0           | 0          |
| Y. Brecher      | 36           | 0            | 2            | 0            | 1              | 0              | 0              | 0              | 37       | 0      | 2           | 0          |
| W. Britto       | 0            | 0            | 0            | 0            | 1              | 0              | 0              | 0              | 1        | 0      | 0           | 0          |
| N. Cardoso      | 32           | 0            | 9            | 1            | 1              | 0              | 0              | 0              | 33       | 0      | 9           | 1          |
| A. Ceesay       | 32           | 2            | 5            | 0            | 1              | 2              | 0              | 0              | 33       | 4      | 5           | 0          |
| T. Domgjoni     | 32           | 3            | 4            | 0            | 1              | 0              | 0              | 0              | 33       | 3      | 4           | 0          |
| O. Doumbia      | 30           | 0            | 8            | 1            | 0              | 0              | 0              | 0              | 30       | 0      | 8           | 1          |
| B. Džemaili     | 12           | 0            | 5            | 0            | 0              | 0              | 0              | 0              | 12       | 0      | 5           | 0          |
| F. Frei         | 0            | 0            | 0            | 0            | 0              | 0              | 0              | 0              | 0        | 0      | 0           | 0          |
| L. Frei         | 0            | 0            | 0            | 0            | 0              | 0              | 0              | 0              | 0        | 0      | 0           | 0          |
| W. Gnonto       | 26           | 2            | 1            | 0            | 0              | 0              | 0              | 0              | 26       | 2      | 1           | 0          |
| V. Janjičić     | 0            | 0            | 0            | 0            | 0              | 0              | 0              | 0              | 0        | 0      | 0           | 0          |
| L. Janko        | 0            | 0            | 0            | 0            | 0              | 0              | 0              | 0              | 0        | 0      | 0           | 0          |
| L. Kamberi      | 6            | 0            | 0            | 0            | 0              | 0              | 0              | 0              | 6        | 0      | 0           | 0          |
| S. Khelifi      | 10           | 1            | 1            | 0            | 1              | 0              | 0              | 0              | 11       | 1      | 1           | 0          |
| H. Koide        | 2            | 0            | 0            | 0            | 1              | 0              | 0              | 0              | 3        | 0      | 0           | 0          |
| B. Kololli      | 21           | 6            | 2            | 0            | 1              | 0              | 0              | 0              | 22       | 6      | 2           | 0          |
| Ž. Kostadinović | 0            | 0            | 0            | 0            | 0              | 0              | 0              | 0              | 0        | 0      | 0           | 0          |
| B. Kramer       | 32           | 6            | 7            | 1            | 1              | 0              | 0              | 0              | 33       | 6      | 7           | 1          |
| H. Kryeziu      | 27           | 0            | 2            | 1            | 1              | 0              | 0              | 0              | 28       | 0      | 2           | 1          |
| M. Kryeziu      | 1            | 0            | 0            | 0            | 0              | 0              | 0              | 0              | 1        | 0      | 0           | 0          |
| A. Marchesano   | 34           | 13           | 4            | 0            | 0              | 0              | 0              | 0              | 34       | 13     | 4           | 0          |
| B. Omeragić     | 29           | 0            | 1            | 0            | 1              | 0              | 0              | 0              | 30       | 0      | 1           | 0          |
| N. Reichmuth    | 4            | 0            | 0            | 0            | 0              | 0              | 0              | 0              | 4        | 0      | 0           | 0          |
| F. Rohner       | 22           | 3            | 5            | 0            | 0              | 0              | 0              | 0              | 22       | 3      | 5           | 0          |
| T. Schättin     | 6            | 0            | 1            | 0            | 1              | 0              | 0              | 0              | 7        | 0      | 1           | 0          |
| M. Schönbächler | 26           | 3            | 4            | 0            | 1              | 0              | 0              | 0              | 27       | 3      | 4           | 0          |
| S. Seiler       | 15           | 1            | 1            | 0            | 0              | 0              | 0              | 0              | 15       | 1      | 1           | 0          |
| L. Sobiech      | 12           | 3            | 0            | 0            | 0              | 0              | 0              | 0              | 12       | 3      | 0           | 0          |
| S. Sohm         | 2            | 0            | 0            | 0            | 1              | 0              | 0              | 0              | 3        | 0      | 0           | 0          |
| A. Tosin        | 24           | 6            | 4            | 1            | 0              | 0              | 0              | 0              | 24       | 6      | 4           | 1          |
| S. Wallner      | 19           | 0            | 0            | 0            | 0              | 0              | 0              | 0              | 19       | 0      | 0           | 0          |
| A. Winter       | 17           | 0            | 2            | 0            | 0              | 0              | 0              | 0              | 17       | 0      | 2           | 0          |